# Acacia serpentinicola
Acacia serpentinicola là một loài thực vật có hoa trong họ Đậu. Loài này được (Maslin) Pedley mô tả khoa học đầu tiên năm 2006.